# Hệ thống Bảo tồn Hoang dã Quốc gia Hoa Kỳ

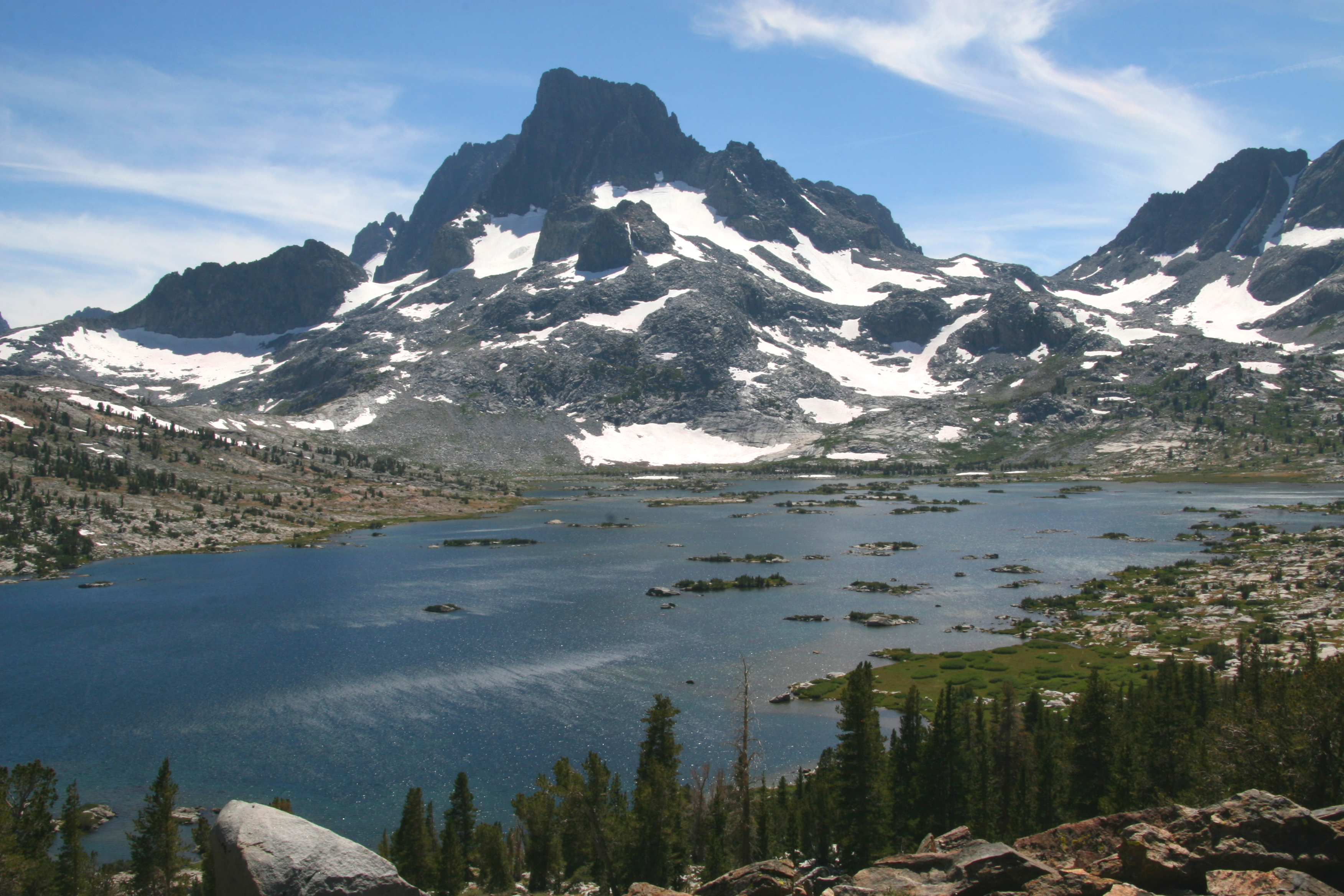
Đạo luật Hoang dã bảo vệ những khu vực và cảnh quang thiên nhiên chưa bị xâm hại nhiều, thí dụ như Khu hoang dã Ansel Adams.

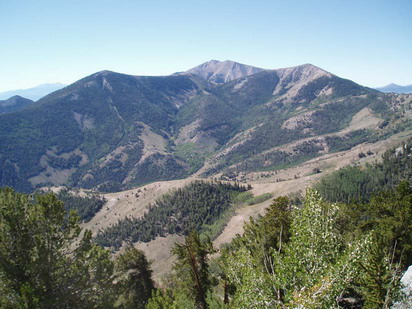
Khu hoang dã High Schells vừa được thành lập ở Nevada.

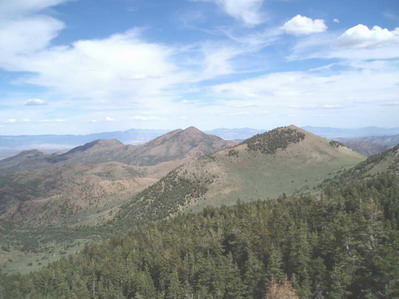
Khu hoang dã High Schells vừa được thành lập ở Nevada.

Hệ thống Bảo tồn Hoang dã Quốc gia (tiếng Anh: National Wilderness Preservation System) của Hoa Kỳ là hệ thống bảo vệ những khu vực đất nằm dưới sự quản lý của chính phủ liên bang Hoa Kỳ và được ấn định cho mục đích bảo tồn điều kiện thiên niên của chúng. Hệ thống này được lập theo Đạo luật Hoang dã (Công luật 88-577) và được tổng thống Lyndon B. Johnson ký ngày 3 tháng 9 năm 1964. Ban đầu, Hệ thống Bảo tồn Hoang dã Quốc gia lập ra hàng trăm vùng hoang dã bên trong những tài sản được chính phủ liên bang quản lý và bảo vệ, bao gồm trên 9 triệu mẫu Anh (36,000 km²). Tính đến tháng 8 năm 2008, có tổng công 704 khu hoang dã riêng biệt đã được thành lập, bao trùm một tổng diện tích khoảng 107.514.938 mẫu Anh (435.098 km2). Với việc thông qua "đạo luật quản lý đất công nhiều mục" vào tháng 3 năm 2009, hiện nay có đến 756 khu hoang dã.

## Về hệ thống
Trên những khu vực đất liên bang tại Hoa Kỳ, Quốc hội Hoa Kỳ có thể ấn định một khu vực thành một khu hoang dã chiếu theo các điều khoản nằm trong Đạo luật Hoang dã năm 1964. Trong khi Đạo luật Hoang dã quy định rằng một khu hoang dã phải là "nơi mặt đất và cộng đồng sinh vật sống của nó không bị con người quấy rối" thì Đạo luật Hoang dã Miền đông (đưa 16 khu rừng quốc gia vào Hệ thống Bảo tồn Hoang dã Quốc gia) cho phép bao gồm các khu vực đã bị con người quấy nhiễu và biến đổi nặng nề.
Các khu vực hoang dã được đặt dưới sự quản lý nghiêm ngặc đặc biệt; các hoạt động của con người bị giới hạn trong phạm vi giải trí không dùng những gì có động cơ (thí dụ như du hành với trang bị sau lưng, săn bắn, câu cá, cởi ngựa, etc.), nghiên cứu khoa học và các hoạt động không mang tính lấn át. Nói chung, luật lệ cấm khai thác gỗ, hầm mỏ, xây đường sá, xe cơ động (bao gồm xe đạp), và các hình thức phát triển khác. Đạo luật Hoang dã là cơ bản pháp lý cho Hệ thống Bảo tồn Hoang dã Quốc gia (NWPS). Các khu hoang dã rơi vào thể loại khu quản lý bảo tồn theo chuẩn của Liên minh Bảo tồn Thiên nhiên Quốc tế IUCN là Ia (bảo tồn thiên nhiên nghiệm ngặc) hay Ib (khu hoang dã).
Hệ thống Bảo tồn Hoang dã Quốc gia điểu hợp các hoạt động hoang dã của bốn cơ quan liên bang: Cục Quản lý Đất Hoa Kỳ, Cục Kiểm lâm Hoa Kỳ, Cục Công viên Quốc gia Hoa Kỳ, và Cục Hoang dã và Cá Hoa Kỳ. Các khu hoang dã là thuộc các công viên quốc gia, khu nương náu hoang dã, rừng quốc gia và phạm vi công cộng, có thể bao gồm đất trong một số đơn vị khác do các cơ quan liên bang khác nhau quản lý. Ban đầu, Hệ thống Bảo tồn Hoang dã Quốc gia gồm có 34 khu, bảo vệ 9,1 triệu mẫu Anh (37.000 km²) rừng quốc gia. Tính đến tháng 8 năm 2008, có 704 khu hoang dã trong Hệ thống Bảo tồn Hoang dã Quốc gia, bảo tồn khoảng 107.514.938 mẫu Anh (435.098 km2). Chiếm khoảng 5% toàn bộ diện tích Hoa Kỳ, tuy nhiên chỉ chiếm khoảng 2,5% Hoa Kỳ lục địa (48 tiểu bang nằm kề sát nhau). Những khu hoang dã hiện diện ở mỗi tiểu bang, trừ Connecticut, Delaware, Iowa, Kansas, Maryland, và Rhode Island.
Một số chính quyền tiểu bang và bộ lạc cũng tự ấn định các khu hoang dã dưới thẩm quyền của mình và luật địa phương. Các khu hoang dã này không thuộc khu vực của liên bang và lẽ tự nhiên bảo tồn của các khu hoang dã như thế cũng khác biệt luật liên bang.
Đa số những khu hoang dã Hoa Kỳ nằm trong những khu rừng quốc gia nhưng số lượng lớn nhất đất hoang dã được Cục Công viên Quốc gia Hoa Kỳ quản lý. Khu hoang dã phức hợp kề cận nhau và lớn nhất tại Hoa Kỳ là Khu hoang dã Noatak và các Khu hoang dã Gates of the Arctic tại Alaska có tổng diện tích là 12.743.329 mẫu Anh (51.570 km²); khu hoang dã lớn nhất nằm bên ngoài Alaska là Khu hoang dã Death Valley ở đông nam tiểu bang California.
Miễn trừ đặc biệt luật "không cho phép sử dụng trang bị cơ động" được dành riêng cho các khu hoang dã tại Alaska: cho phép sử dụng có giới hạn các loại xe có động cơ, xây dựng các nhà chòi và nuôi trồng thủy sản. Những miễn trừ này được phép vì tầm mức các khu hoang dã tại Alaska quá lớn và mối quan tâm đến sinh kế của người trong vùng này, bao gồm người bản thổ Alaska.
Ngày 20 tháng 3 năm 2009, Tổng thống Barack Obama đã ký thành luật đạo luật quản lý đất công gồm nhiều mục năm 2009. Luật này đặt thêm 2 triệu mẫu Anh (8.000 km²) tại 9 tiểu bang thành đất hoang dã. Có thể nói đây là luật mở rộng đất hoang dã lớn nhất trong hơn 25 năm qua.

## Đồng nhiệm cấp-tiểu bang
Some U.S. states have created wilderness preservation programs modeled on the NWPS. One example is the Maryland Wildlands Preservation System.